# Marathon van Turijn 1992
De marathon van Turijn 1992 vond plaats op zondag 20 april 1992. Er werd gestart in Avigliana en gefinisht in Turijn. Het was de zesde editie van deze marathon. In totaal finishten 708 deelnemers, waarvan 677 mannen en 31 vrouwen.
De wedstrijd bij de mannen werd een overwinning voor de Italiaan Alessio Faustini in 2:11.03. Hij had bijna twee minuten voorsprong op zijn landgenoot Marco Gozzano. Bij de vrouwen was de Oekraïense Irina Sklyarenko het snelste; zij won de wedstrijd in 2:37.39.

## Uitslagen

### Mannen
| rang   | naam                 | land | tijd    |
| ------ | -------------------- | ---- | ------- |
| Goud   | Alessio Faustini     | ITA  | 2:11.03 |
| Zilver | Marco Gozzano        | ITA  | 2:12.54 |
| Brons  | Severino Bernardini  | ITA  | 2:14.21 |
| 4      | Mirko Vindis         | SLO  | 2:14.27 |
| 5      | Mukhamet Nazipov     | KAZ  | 2:14.58 |
| 6      | Leandro Croce        | ITA  | 2:15.23 |
| 7      | Juan Ramon Torres    | ESP  | 2:15.59 |
| 8      | Georgios Karaggianis | GRE  | 2:16.07 |
| 9      | Walter Durbano       | ITA  | 2:16.44 |
| 10     | Benajem Tahar        | MAR  | 2:19.00 |
| 11     | Alberto Lucherini    | ITA  | 2:19.00 |

### Vrouwen
| rang   | naam             | land | tijd    |
| ------ | ---------------- | ---- | ------- |
| Goud   | Irina Sklyarenko | UKR  | 2:37.39 |
| Zilver | Anna Villani     | ITA  | 2:40.28 |
| Brons  | Helena Javornik  | SLO  | 2:41.40 |

1974 ·
1975 ·
1976 ·
1977 ·
1978 ·
1979 ·
1980 ·
1981 ·
1982 ·
1983 ·
1984 ·
1985 ·
1986 ·
1987 ·
1988 ·
1989 ·
1990 ·
1991 ·
1992 ·
1993 ·
1994 ·
1995 ·
1996 ·
1997 ·
1998 ·
1999 ·
2000 ·
2001 ·
2002 ·
2003 ·
2004 ·
2005 ·
2006 ·
2007 ·
2008 ·
2009 ·
2010 ·
2011 ·
2012 ·
2013 ·
2014 ·
2015 ·
2016 ·
2017